# Maîtrise de la Perverie
La Maîtrise de la Perverie (aussi connue sous le nom de « Chœurs de la Perverie ») est un ensemble de formations vocales qui constitue l'école maîtrisienne de l'établissement d'enseignement primaire et secondaire le lycée de la Perverie situé rue de la Perverie à Nantes dans le quartier Breil - Barberie.
Créés en 1987, ils comportent ou ont comporté des chœurs d'enfants, des chœurs de femmes, des chœurs d'hommes et des chœurs mixtes. Ils forment également de jeunes solistes, tous les chanteurs étant des élèves de l'établissement. Les chœurs de la Perverie ont participé à plusieurs événements musicaux (festivals ou concours) régionaux, nationaux ou internationaux, et ont enregistré de nombreux albums.

## Histoire
La Maîtrise de la Perverie a été fondée en 1987 par Gérard Baconnais (chef de chœur), Yves Sotin (professeur de technique vocale, titulaire du conservatoire à rayonnement régional d'Angers) et Suzanne Rabillard (alors directrice de l'établissement). À l'origine, la maîtrise n'est ouverte qu'aux garçons.
En 1991, les premières jeunes filles intègrent les chœurs.
En 1997, Gérard Baconnais démissionne de ses fonctions de directeur musical de la maîtrise et est remplacé par Gilles Gérard.
Mi 2018, la Maîtrise est encore dirigée par Gilles Gérard. Il est accompagné de :
- Cécile Vénien et Vincent Vaccaro - direction de chœur,
- Laure Steinmetz - assistante direction de chœur,
- Catherine Brosset et Véronique Deslandes - administration,
- Christel Patey - accompagnatrice piano.

Depuis, une nouvelle équipe a pris le relais : 
Charlotte Badiou, directrice artistique, chef de chœur
https://www.maitrisedelaperverie.fr/equipe.html

## Concours, festivals et tournées
- 1991 : Concours international des chœurs d'enfants de Neerpelt, Belgique (premier prix en catégorie voix égales)
- 1993 : Concours international des chœurs d'enfants de Nantes (demi-finale)
- 1995 : La Folle Journée Mozart, Nantes
- 1995 : Concours de Arnhem, Pays-Bas (dixième prix en catégorie voix mixtes)
- 1996 : La Folle Journée Beethoven, Nantes
- 1991 : Concours international des chœurs d'enfants de Neerpelt, Belgique (premier prix)
- 1997 : La Folle Journée Schubert, Nantes
- 1998 : La Folle Journée Brahms, Nantes
- 1998 : Collaboration musicale avec le lycée Sacre Cor de Godella, Valence, Espagne
- 1999 : La Folle Journée « Hector, Gabriel, Maurice et les autres », Nantes
- 2000 : La Folle Journée Bach, Nantes, janvier 2000
- 2000 : Académies musicales de Saintes (choristes du chœur d'enfants sous la direction de Philippe Herreweghe)
- 2001 : Collaboration musicale avec l’école Adolf Fredriks Musikklasser de Stockholm, Suède
- 2012 : Collaboration musicale avec Angers Nantes Opéra L'enfant et la nuit de Franck Villard et Olivier Balazuc.

## Discographie
- 1993 : Musique Chorale Française
- 1995 : Mozart
- Technique vocale : Yves Sotin, Cécile Vénien, Elisabeth Baconnais
- Direction artistique : Yves Sotin, Cécile Vénien, Elisabeth Baconnais, Catherine Brosset
- Clarinettes : Francis Vantomme, Marie-Hélène Oster, Pierre Gallier
- Orgue : Marc Chiron

1. Regina Cœli
2. Regina Cœli
3. Regina Cœli
4. Regina Cœli
5. Laudate Dominum
6. Ave Verum
7. Ave Maria
8. La Flûte enchantée : chœur des trois garçons, final du premier acte et trio du deuxième acte
9. La Flûte enchantée : Air de Sarastro avec chœur
10. Nocturnes : Due pupille amabili
11. Nocturnes : Se lontan ben mio tu sei
12. Nocturnes : Ecco quel fiero istante
13. Nocturnes : Mi lagnero tacendo
14. Nocturnes : Luci care
15. Te Deum

- 1998 : Angelus et PastoresGilles Gérard (direction), Cécile Vénien (direction), Michel Bourcier (orgue), ensemble vocal, chœur d'enfants.

1. Claudio Monteverdi, Angelus ad pastores (1 min 26 s)
2. Tomas Luis de Victoria, O Magnum Mysterium (2 min 09 s)
3. (populaire) Adeste Fideles (2 min 44 s)
4. (populaire, arr. E. Daniel) Entre le bœuf et l'âne gris (1 min 57 s)
5. Johann Sebastian Bach, Allein Gott un der Höh sei Ehr, BWV 676 (4 min 42 s)
6. Michael Praetorius, Es ist ein Ros entsprungen (3 min 45 s)
7. Heinrich Schütz, Das Wort ward Fleisch (3 min 26 s)
8. Michael Praetorius, In dulci Jubilo (2 min 17 s)
9. Heinrich Schütz, Hodie Christus natus est (6 min 54 s)
10. (populaire, arr. W. Widmaier) Still, still, still (2 min 28 s)
11. Johannes Brahms, Es ist ein Ros entsprungen, op. 122 (2 min 38 s)
12. (populaire, arr. K. Simpson) Once in the royal David city (2 min 41 s)
13. William Walton, Make we joy now in this fest (3 min 42 s)
14. (populaire, arr. K. Simpson) This endris night (3 min 02 s)
15. (populaire) The first Nowell (3 min 31 s)
16. (populaire, arr. K. Simpson) Hark! The herald angels sing (2 min 53 s)
17. (populaire, arr. C. Mawby) God rest you merry, gentlement (4 min 24 s)

Ateliers du Fresne, ASIN B00005MNBZ
- 2000 : Eric Lebrun et les Chœurs de la Perverie
- 2001 : Requiem de DurufléGilles Gérard (direction), Michel Bourcier (orgue), Sarah Breton (mezzo-soprano soliste), Erick Mahé (baryton soliste), Stéphane Oster (violoncelle)

Maurice Duruflé
Requiem opus 9
1. Introït (3 min 39 s)
2. Kyrie (3 min 39 s)
3. Domine Jesu Christe (8 min 20 s)
4. Sanctus (3 min 21 s)
5. Pie Jesu (3 min 27 s)
6. Agnus Dei (4 min 03 s)
7. Lux aeterna (3 min 55 s)
8. Libera me (5 min 42 s)
9. In paradisum (2 min 52 s)

Quatre Motets opus 10
1. Ubi caritas (voix mixtes) (2 min 31 s)
2. Tota pulchra est (voix de femmes) (2 min 12 s)
3. Tu es Petrus (voix mixtes) (1 min 00 s)
4. Tantum ergo (voix mixtes) (2 min 29 s)
5. Notre Père (1 min 37 s)

César Franck
Pièces héroïques (1878)
1. Extrait des trois Pièces (orgue) (7 min 40 s)

- 2003 : Cantate Domino (Chants sacrés pour l'année liturgique)Cécile Vénien & Gilles Gérard (direction), Michel Bourcier (orgue)

1. Jean-Sébastien Bach, (1685-1750) Arr. J RUTTER Jésus que ma joie demeure (3 min 11 s)
2. Gabriel Fauré, (1845-1924) extrait du requiem Pie Jesu (3 min 20 s)
3. Felix Mendelssohn, (1809-1847) I waited for the Lord (4 min 16 s)
4. Jean-Sébastien Bach, (1685-1750) Arr. H.OXLEY Choral du veilleur (4 min 15 s)
5. Zoltán Kodály, (1882-1967) Veni Veni Emmanuel (4 min 31 s)
6. Arr. G. Arch La marche des rois (2 min 44 s)
7. Gregorio Allegri, (1582-1652) Psaume 150 Miserere mei (14 min 14 s)
8. Zoltán Kodály, (1882-1967) Stabat Mater (3 min 26 s)
9. Wolfgang Amadeus Mozart, (1756-1791) Arr. H.OXLEY Ave verum corpus (2 min 43 s)
10. Antonio Vivaldi, (1678-1741) Gloria (2 min 29 s)
11. Anton Bruckner, (1824-1896) Ave Maria (5 min 06 s)
12. César Franck, (1822-1890) Panis Angelicus(3 min 32 s)

- 2005 : BrittenGilles Gérard (direction), Jung Wha Lee (harpe), Michel Bourcier (orgue), Peter Nardone (direction artistique), Cécile Vénien (technique vocale)

A Ceremony of Carols (25 min 44 s)
1. Procession
2. Wolcum Yole !
3. There is no rose
4. That yongë child (soprano : Armelle Morvan)
5. Balulalow (soprano : Marie-Najma Thomas)
6. As dew in Aprile
7. This little Babe
8. Interlude (Harp solo)
9. In freezing winter night (sopranos : Sophie Saint Raymond & Cécile Blais)
10. Spring Carol (soprano : Élise Dugast, alto : Gaëtan Boismartel)
11. Deo Gratias
12. Recession

Missa Brevis (10 min 27 s)
1. Kyrie Eleison
2. Gloria in excelsis Deo (sopranos : Zoé Brissot, Rosalie Boistier, Aurore Mortier)
3. Sactus
4. Benedictus (sopranos : Bénédicte Saint Raymond, Marion Planchais)
5. Agnus Dei

Rejoice in the lamb (17 min 48 s)
1. Rejoice in God
2. Let Nimrod, the mighty hunter
3. Hallelujah
4. For I will considered my cat Jeoffry (soprano : Armelle Morvan)
5. For the Mouse is a creature (alto : Peter Nardone)
6. For the flowers are great blessings (ténor : Étienne Ferchaud)
7. For I am under the same accusation
8. For H is a spirit (basse : Lucas Bacro)
9. For the instruments are by their rhimes
10. Hallelujah